# Biswamoyopterus laoensis
De Biswamoyopterus laoensis is een zoogdier uit de geslachtengroep van de vliegende eekhoorns die endemisch is in Laos. De wetenschappelijke naam van de soort werd voor het eerst beschreven in 2012 nadat hij door onderzoekers was gezien op een semi-legale bushmeat-markt. De soort leeft in bomen in een tropisch regenwoud in Midden-Laos waar ook de zeer zeldzame saola leeft. Het dier heeft een roodachtige grijze vacht. De soort is een van de grootste eekhoornachtigen: het lichaam kan 46 cm. lang worden en de staart 62 cm. De soort is daarmee iets groter dan de enige andere soort in dit geslacht: de Namdaphaglijvlieger (Biswamoyopterus Biswasi) waarvan slechts een exemplaar werd waargenomen, in India.